# OVRA
OVRA, katere najverjetneje ime je bilo Organizacija za budnost in zatiranje protifašizma (italijansko: Organizzazione per la Vigilanza e la Repressione dell'Antifascismo), je bila tajna policija v fašistični Italiji, ustanovljena leta 1927 pod fašističnim režimom italijanskega diktatorja Benita Mussolinija in v času vladavine kralja Viktorja Emanuela III. OVRA je bila italijanska predhodnica nemške tajne policije Gestapa. Mussolinijeva tajna policija je bila zadolžena za zaustavitev kakršne koli protifašistične dejavnosti ali drugih političnih nasprotovanj. Približno 50.000 agentov OVRA je nadzorovalo večino vidikov domačega življenja v Italiji. OVRA, ki jo je vodil Arturo Bocchini, se ni nikoli pojavila v nobenem uradnem dokumentu, zato uradno ime organizacije še vedno ostaja nejasno.